# Castiglione delle Stiviere
Castiglione delle Stiviere és un municipi italià, situat a la regió de la Llombardia i a la província de Màntua. L'any 2006 tenia 20.775 habitants.
Castiglione delle Stiviere limita amb Lonato del Garda, Solferino, Medole, Castel Goffredo, Montichiari, Calcinato i Carpenedolo.

## Galeria

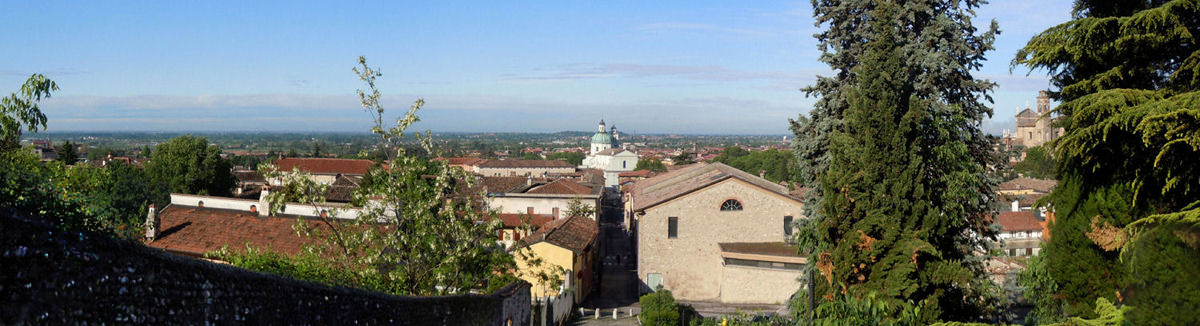
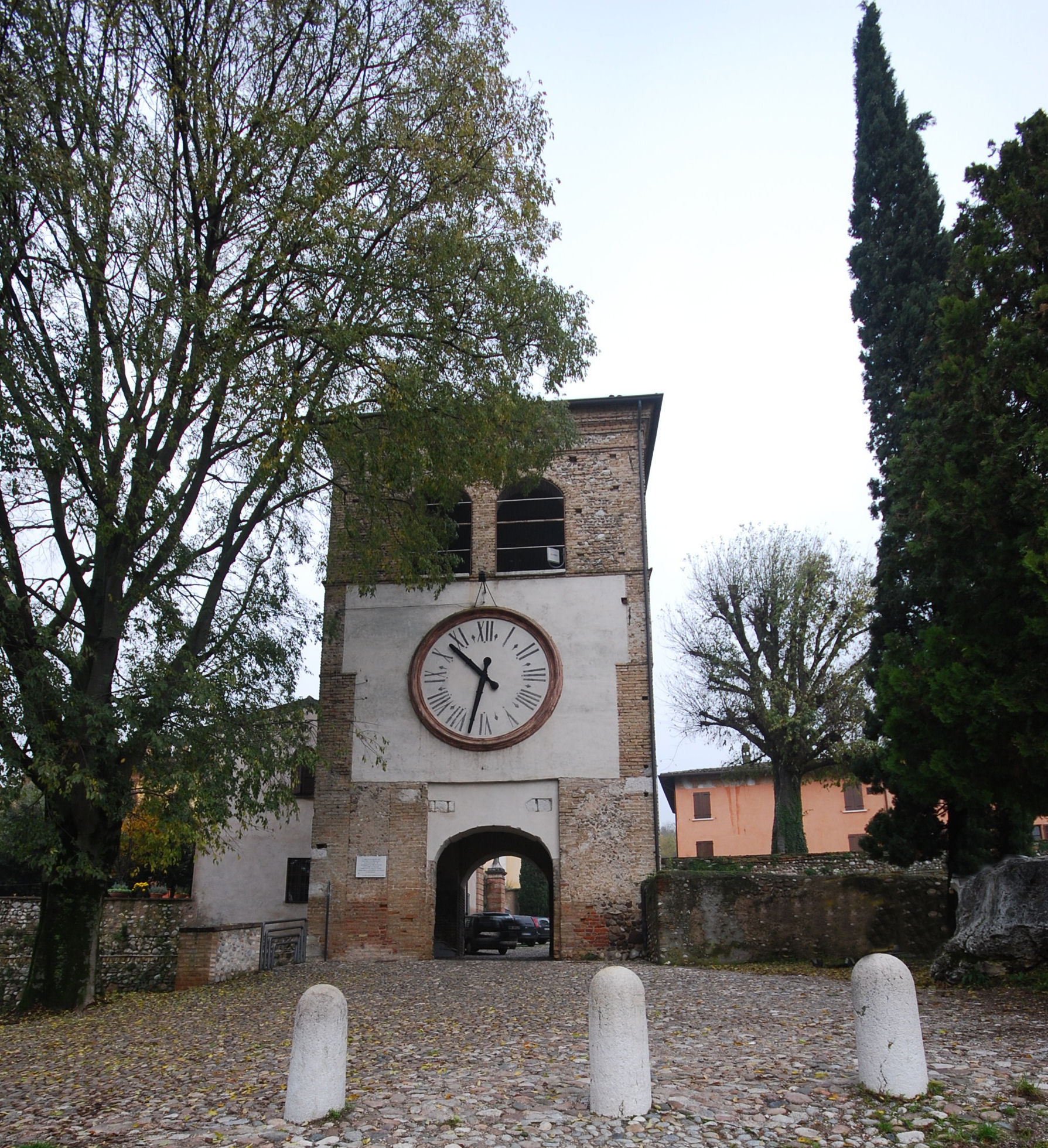
Torre del castell
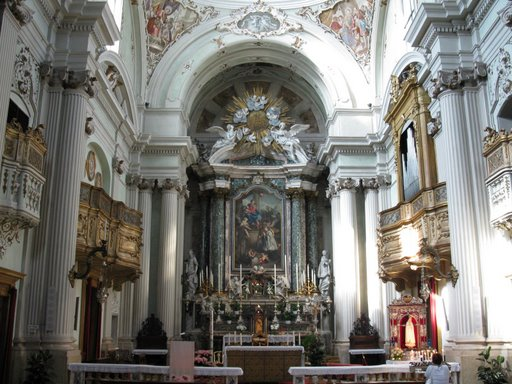
Basilica de S. Luigi
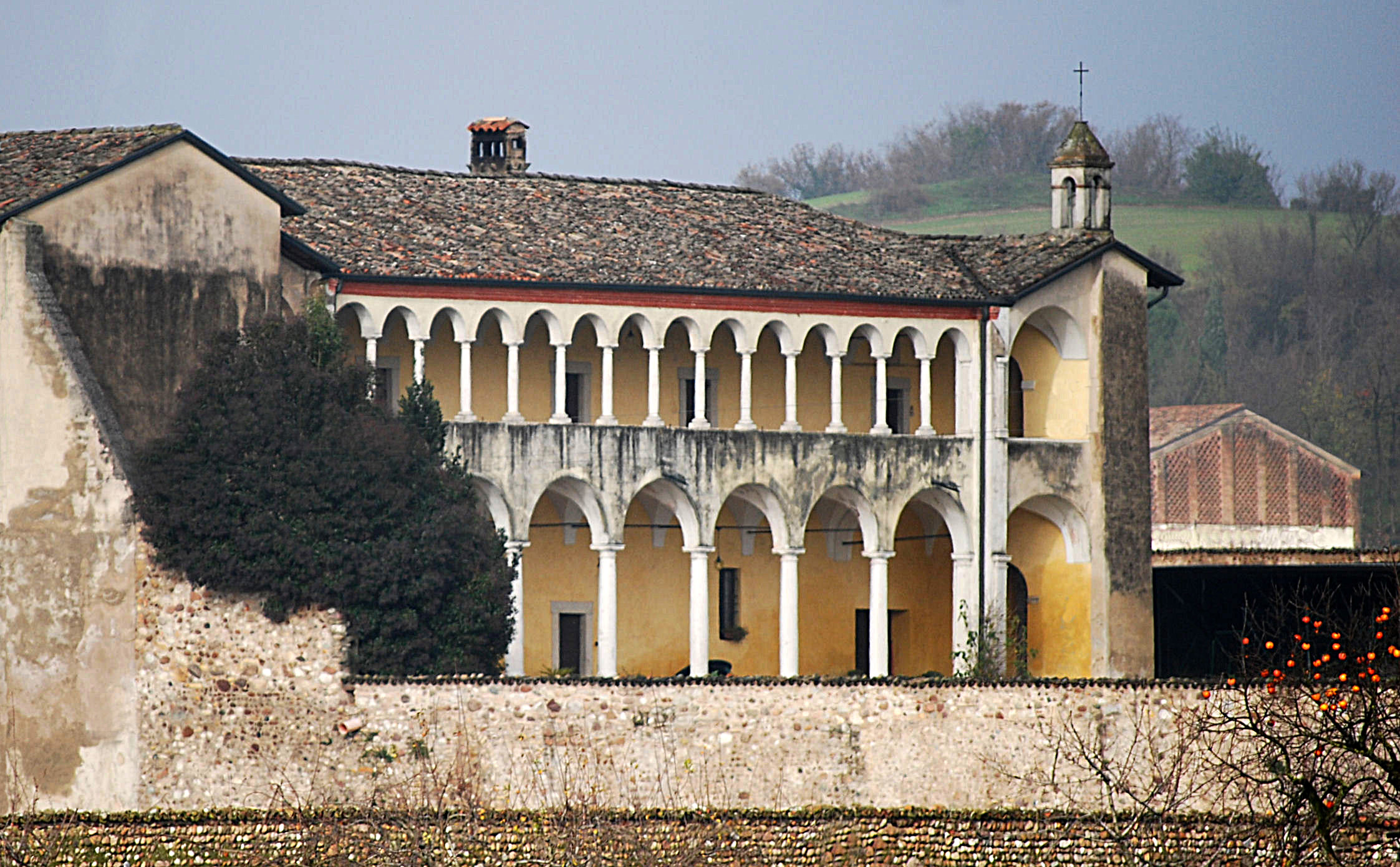
Convent de Sta. Maria
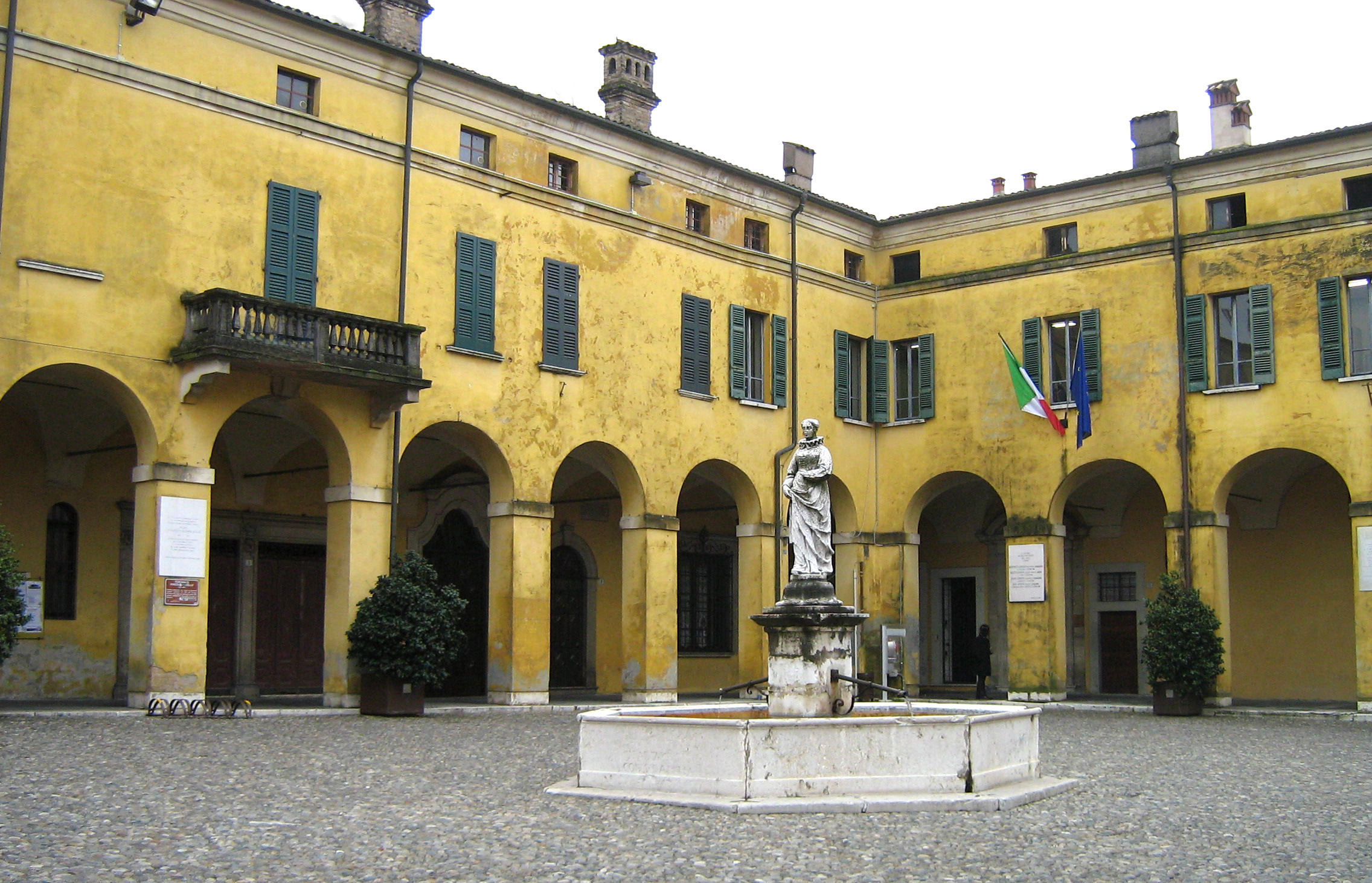
Piazza Dallò
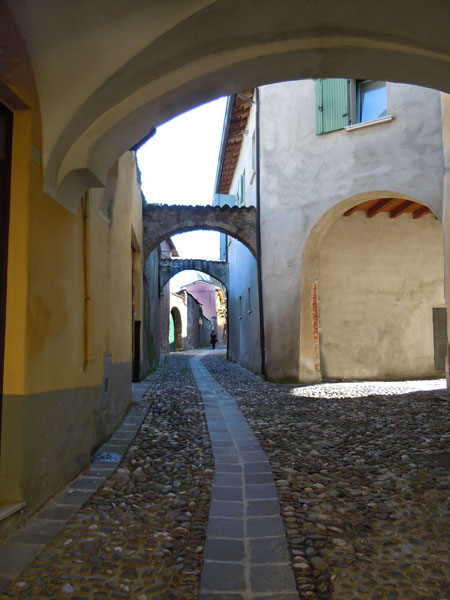
Centre històric